# Брњавац
Брњавац је насељено место у општини Гвозд, на Кордуну, Република Хрватска.

## Историја
У току Другог свјетског рата, село Брњавац је дало 92 борца, од којих су 20 погинули или умрли као припадници НОБ-а. Међу 72 преживјела било је 6 носилаца „Партизанске споменице 1941.". Од стране непријатеља убијено је 68 невиних људи, жена и дјеце, 22 је умрло од тифуса, а 8 лица су жртве рата. Од стране „Партизанског војног суда“ на смрт стријељањем осуђено је 5 лица због сумње на сарадњу са непријатељем и учињених кривичних дјела. Цијело село је попаљено од стране усташа за вријеме њихове офанзиве у децембру 1941. године.
Побијени мјештани били су презимена: Булат, Цревар, Добрић, Гвојић, Јовичић, Лукач, Љубичић, Малбаша, Миличевић, Поповић, Радујковић, Родић, Рупић и Вигњевић — сви Срби.
Брњавац се од распада Југославије до августа 1995. године налазио у Републици Српској Крајини.

## Становништво
Насеље је према попису становништва из 2011. године имало 93 становника.
| Националност       | 1991.        |
| Срби               | 208 (96,29%) |
| Хрвати             | 0            |
| Југословени        | 5 (2,31%)    |
| остали и непознато | 3 (1,38%)    |
| Укупно             | 216          |

### Аустроугарскипопис 1910.
На попису 1910. године насеље Брњавац је имало 424 становника, следећег националног састава:
- Срби — 424 (100%)
- укупно: 424